# Stazione di Campo di Marte
La stazione di Campo di Marte è una fermata ferroviaria di Massaua, in Eritrea.